# Lamarche
Lamarche é uma comuna francesa na região administrativa do Grande Leste, no departamento de Vosges. Estende-se por uma área de 33.69 km². Em 2010 a comuna tinha 880 habitantes (densidade: 26,1 hab./km²).